# Bencsik József (plébános)
Bencsik József (1764 körül – Esztergom, 1827. április 12.) jogtudor, Esztergom megyei áldozópap, plébános, levéltárnok.

## Életpályája
Nagyszombati származású; a 19. század elején pappá szenteltetvén, 1805-től 1820-ig Bazin városának volt plébánosa; innét a hercegprímás saját könyvtárának és  levéltárának őrévé nevezte ki, mely tisztét haláláig viselte.

## Művei
- Dissertatio statistica de industria nationali hungarorum. Viennae, 1791. (Névtelenűl.)
- Grundriss der menschlichen Pflichten. Pressburg, 1817.
- Az emberi kötelességek rajzolatja rövid erkölcsi oktatásokban. Uo. 1818. (Ism. Tud. Gyűjt. 1820. 83.)
- Repertorium juris publici et criminalis hungarici. Uo. 1821.

Kézirata: De liberis az esztergomi főegyházi könyvtárban őriztetik.

## További információ k
- Gulyás Pál: Magyar írók élete és munkái – új sorozat I–XIX. Budapest: Magyar Könyvtárosok és Levéltárosok Egyesülete. 1939–1944.  , 1990–2002, a VII. kötettől (1990–) sajtó alá rendezte: Viczián János
- Mészáros András: A felső-magyarországi iskolai filozófia lexikona. [Pozsony], Kalligram, 2003.
- Malý Slovenský Biografický Slovník. Hlavný redaktor Vladimír Mináč. Martin, Matica slovenská, 1982.
- Zelliger Alajos: Egyházi írók csarnoka. Esztergom főegyházmegyei papság irodalmi munkássága. Nagyszombat, Szerző, IV, 1893.